# Instituto de Química da Universidade Federal do Rio Grande do Sul

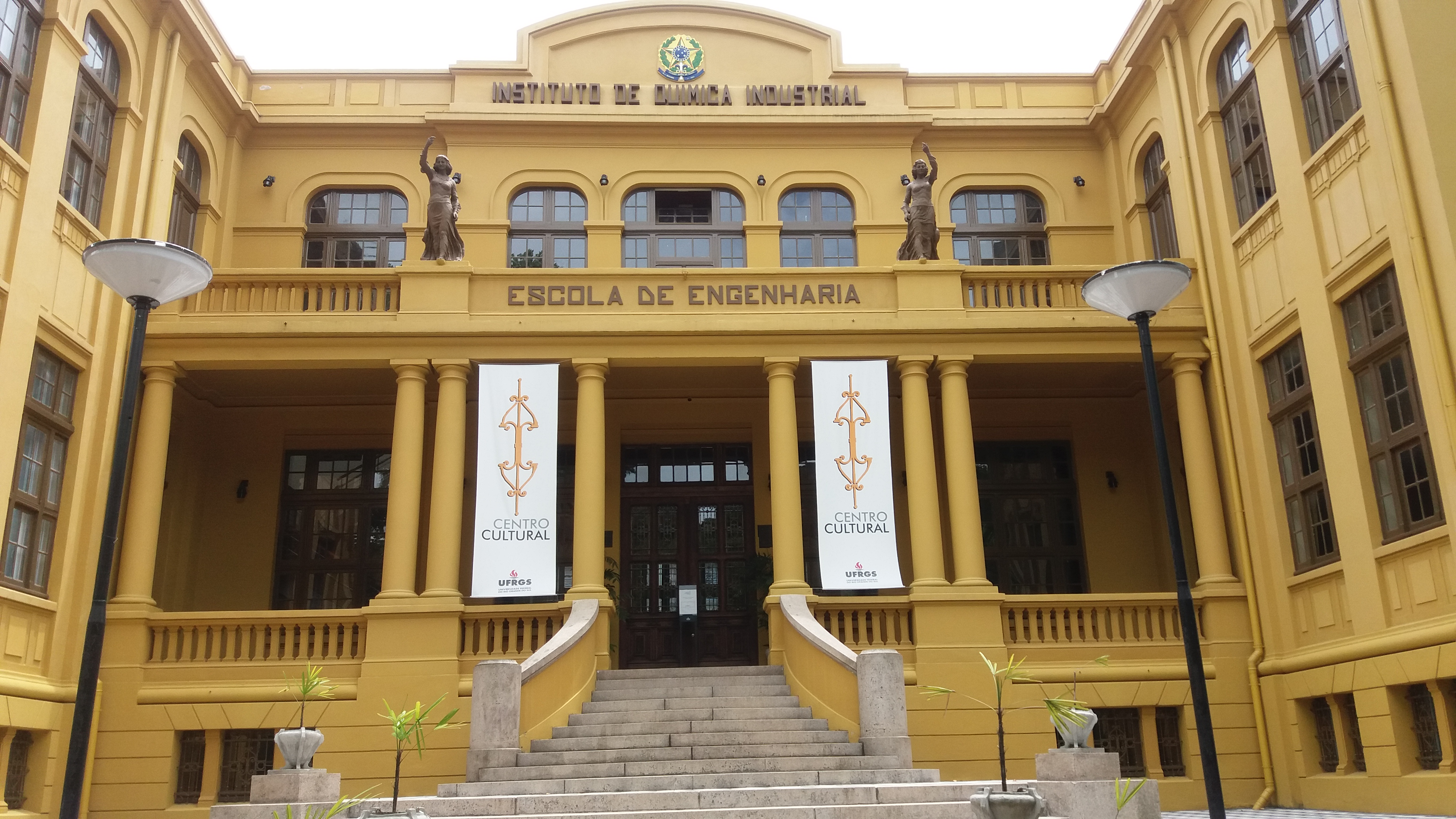
O antigo Instituto de Química Industrial da Escola de Engenharia, que faz parte do conjunto de Prédios Históricos da UFRGS.

O Instituto de Química (IQ) é uma unidade de ensino da Universidade Federal do Rio Grande do Sul (UFRGS), operando no ensino de graduação e pós-graduação, extensão e pesquisa na área da Química. Atualmente, é um dos centros de pesquisa e formação de recursos humanos mais importantes do Brasil e da América Latina.
O IQ tem sua origem no Instituto de Química Industrial da Escola de Engenharia, inaugurado em 1925, para abrigar o curso de Química Industrial criado em 17 de julho de 1920. Durante os seus 48 anos de atividade, o Instituto de Química Industrial desenvolveu atividades de ensino na área da Química e Engenharia Química, bem como manteve serviços de análises e ensaios. Abrigou também o Setor de Química do Instituto de Tecnologia (hoje Fundação de Ciência e Tecnologia do Estado do Rio Grande do Sul - CIENTEC); o Instituto de Tecnologia Alimentar (hoje Instituto de Ciência e Tecnologia de Alimentos da UFRGS - ICTA); a Divisão de Radioquímica do Instituto de Física e o Instituto Experimental do Carvão.
O Instituto de Química Industrial veio ampliar o ensino superior de Química no Rio Grande do Sul, o qual foi iniciado em 1895 com a fundação da Escola Livre de Farmácia e Química Industrial de onde, posteriormente, se originou a Escola de Farmácia da Faculdade de Medicina. 
Outra importante contribuição para o desenvolvimento da Química na UFRGS teve lugar na Faculdade de Filosofia com a criação, em 1942, dos cursos de Licenciatura em Química e Bacharelado em Química.

## História
Em 1970 foi criado, por força da Reforma Universitária, o Instituto de Química da UFRGS. A nova unidade foi constituída como Instituto Central com a responsabilidade de realizar o ensino e pesquisa em Química para o conjunto da Universidade. Seu corpo docente foi formado com quadros oriundos da Escola de Engenharia, Faculdade de Filosofia, Faculdade de Farmácia, Faculdade de Agronomia e Veterinária e Escola de Geologia e alocados em três departamentos: Química Inorgânica, Química Orgânica e Físico-Química.
Em 1978, por iniciativa do Conselho de Coordenação do Ensino e da Pesquisa - COCEP com a colaboração do CNPq, foi criado o Programa Especial de Química. Este programa foi implementado com o objetivo de dinamizar as atividades de Química e Engenharia Química na UFRGS em resposta à demanda por pesquisa e formação de pessoal no setor químico decorrente da instalação do Polo Petroquímico do Rio Grande do Sul. Foram implementadas, no IQ, atividades de pesquisa em áreas consideradas estratégicas para o desenvolvimento do Polo Petroquímico, como Polímeros e Catálise. Simultaneamente foi implementada uma política de qualificação do corpo docente e atração de pesquisadores para o IQ que possibilitou a ampliação e diversificação de suas linhas de pesquisa.
Desde 1981, o IQ e seu órgão auxiliar, o Centro de Gestão e Tratamento de Resíduos Químicos, estão instalados em uma área física de aproximadamente 10.000 m2 no Campus do Vale. Atualmente o Instituto conta com um quadro de 42 servidores técnico-administrativos e um corpo docente efetivo de 89 professores distribuídos da seguinte forma: 46 no Departamento de Química Inorgânica, 26 no Departamento de Química Orgânica e 17 no Departamento de Físico-Química. A grande maioria do corpo docente é pós-graduada (87 com doutorado) e trabalha em regime de dedicação exclusiva.

## Escopo de educação e pesquisa
O IQ sedia o curso de Química (Bacharelado em Química, Química Industrial, Licenciatura em Química), com aproximadamente 430 alunos matriculados. Além do curso de Química, são oferecidas disciplinas para os cursos de Farmácia, Engenharia (Química, Alimentos, Materiais, Metalúrgica, Mecânica, Elétrica, Civil, Minas, Controle e Automação, Ambiental, Produção e Cartográfica), Física, Geologia, Biomedicina, Ciências Biológicas, Nutrição e Agronomia. O número de matrículas semestrais nas disciplinas dos Departamentos do IQ é de aproximadamente 2.500. Os egressos do curso de Química da UFRGS obtiveram conceito A nas quatro edições do Exame Nacional de Cursos da área de Química sendo que, no ano de 2000, obtiveram o melhor desempenho entre os cursos brasileiros. No exame nacional de cursos (ENADE) de 2005, egressos dos cursos do IQ tiveram o conceito máximo 5 (obtido por somente 5 dos 188 cursos avaliados no país).
O Instituto de Química oferece um Programa de Pós-Graduação em Química nos níveis de mestrado (a partir de 1985), mestrado profissional (a partir de 2003) e doutorado (a partir de 1998) envolvendo aproximadamente 120 pós-graduandos. Além de seu programa de área, o Instituto ainda participa de três programas interdisciplinares: os Programas de Pós-Graduação em Ciência dos Materiais e em Engenharia Metalúrgica, de Minas e de Materiais, conjuntamente com o Instituto de Física e a Escola de Engenharia, e o Programa de Pós-Graduação em Microeletrônica, conjuntamente com os Institutos de Física, de Informática e a Escola de Engenharia.
As principais áreas de pesquisa desenvolvidas no Instituto de Química são polímeros, eletroquímica, catálise, síntese orgânica, química de materiais, líquidos iônicos, química analítica e ambiental, oleoquímica, combustíveis e lubrificantes, química organometálica, química teórica e computacional, dinâmica molecular, sólidos e superfícies, educação química e traçadores isotópicos.